# Municipio de Liberty (condado de Jackson, Míchigan)
El municipio de Liberty (en inglés: Liberty Township) es un municipio ubicado en el condado de Jackson en el estado estadounidense de Míchigan. En el año 2010 tenía una población de 2961 habitantes y una densidad poblacional de 32,1 personas por km².

## Geografía
El municipio de Liberty se encuentra ubicado en las coordenadas 42°6′37″N 84°25′1″O / 42.11028, -84.41694. Según la Oficina del Censo de los Estados Unidos, el municipio tiene una superficie total de 92.25 km², de la cual 88,76 km² corresponden a tierra firme y (3,78 %) 3,48 km² es agua.

## Demografía
Según el censo de 2010, había 2961 personas residiendo en el municipio de Liberty. La densidad de población era de 32,1 hab./km². De los 2961 habitantes, el municipio de Liberty estaba compuesto por el 97,77 % blancos, el 0,2 % eran afroamericanos, el 0,37 % eran amerindios, el 0,41 % eran asiáticos, el 0,34 % eran de otras razas y el 0,91 % eran de una mezcla de razas. Del total de la población el 2,03 % eran hispanos o latinos de cualquier raza.